# Ктери
Ктери (пол. Ktery) — село в Польщі, у гміні Кшижанув Кутновського повіту Лодзинського воєводства.
Населення — 339 осіб (2011).

## Демографія
Демографічна структура станом на 31 березня 2011 року:
|          | Загалом | Допрацездатний вік | Працездатний вік | Постпрацездатний вік |
| -------- | ------- | ------------------ | ---------------- | -------------------- |
| Чоловіки | 170     | 31                 | 123              | 16                   |
| Жінки    | 169     | 23                 | 99               | 47                   |
| Разом    | 339     | 54                 | 222              | 63                   |